# آرامگاه چه‌گوارا
آرامگاه چه‌گوارا (به اسپانیایی: Mausoleo Che Guevara) بنای یادبودی در سانتا کلارا، کوبا است. این بنای یاد بود تصویری از ارنستو چه گوارا و ۲۹ هم‌رزم اوست که در طی مبارزه مسلحانه ۱۹۶۷ میلادی در بولیوی کشته شدند، در آن زمان چه گوارا در حال تدارک یک انقلاب مسلحانه در بولیوی بود. همچنین یک مجسمه برنزی ۲۲ فوتی اختصاصی از چه‌گوارا در این محوطه وجود دارد.
پس از کشف محل دفن چه‌گوارا در بولیوی، بقایای وی نبش قبر و به کوبا منتقل شد و در تاریخ ۱۷ اکتبر ۱۹۹۷ در تشریفات کامل نظامی به خاک سپرده شد. در این محوطه موزه‌ای نیز به زندگی چه‌گوارا اختصاص داده شده و شعله‌ای همیشه روشن توسط فیدل کاسترو برای یادبود چه گوارا روشن شده‌است.